# 傑瑞·庫斯曼
傑瑞米·馬丁·庫斯曼（英語：Jerome Martin Koosman，1942年12月23日—），為美國職棒大聯盟的投手，生涯曾效力過大都會、雙城、白襪與費城人等隊。他是率領大都會在1969年拿下隊史首冠的「奇蹟大都會」成員之一。

## 職業生涯

### 紐約大都會
庫斯曼當時在美軍服役時，因為投球意外被大都會主場招待員的兒子看見，因此球隊在庫斯曼退伍後端出合約邀請他加盟。1967年，25歲的庫斯曼升上大聯盟。1968年，庫斯曼拿下19勝12敗，還投出7次完封勝，防禦率僅2.08。這年他不僅入選明星賽，還在MVP票選上拿下第二名。
1969年，庫斯曼拿下17勝9敗，防禦率2.28。他連續兩年入選明星賽，而且球隊還意外地拿下東區冠軍。大都會在季中還落後小熊多達9場半的勝差，不過庫斯曼在最後9場先發拿下8勝，一舉幫助大都會成功逆襲。
儘管庫斯曼在聯盟冠軍賽第二場掉了6分，球隊仍以11比6贏球，最終還完成橫掃。世界大賽第二戰，庫斯曼在前6局一度投出無安打。最終他以9局2安打失1分奪勝。第五戰，庫斯曼在球隊聽牌的時候上陣。儘管他在第三局挨了兩轟失3分，不過球隊仍然在後半段逆轉拿下勝利，大都會也因此拿下世界大賽首冠。
左外野手Cleon Jones在完成接殺出局後，將最後一球交給庫斯曼保管。後來庫斯曼在1990年早期將此球賣出，因此目前該球下落不明。
1970年，庫斯曼拿下12勝7敗，防禦率3.14。不過他在後面兩個球季勝率都低於5成，1973年，庫斯曼開季拿下5勝0敗，最後卻只拿下14勝15敗。儘管如此，他仍舊締造連續31.2局無失分的隊史紀錄。這年大都會再度闖進世界大賽，庫斯曼在第五戰拿下勝利，但是球隊卻在6、7兩戰輸球，無緣拿下世界大賽冠軍。
1974年和1975年，庫斯曼分別拿下15勝11敗和14勝13敗。1976年，庫斯曼投出生涯最好的一季。整年他拿下21勝10敗，並投出200次三振。最後他在賽揚獎票選上拿下第二名。然而他的身手卻在1977年開始下滑，這年他只拿下8勝20敗。1978年，庫斯曼在吞下3勝15敗後，認為自己的實力已無法幫助球隊，因此主動要求交易，最後他被交易到雙城隊，球隊換來Jesse Orosco。

### 生涯後期
1979年，庫斯曼表現回春，投出20勝13敗，隔年拿下16勝13敗。1981年8月30日，他被交易到白襪隊，結果那年他僅投出4勝13敗，成為聯盟敗投王。
1982年和1983年，庫斯曼都投出11勝7敗。而白襪隊也在1983年重返季後賽，不過他們在聯盟冠軍賽輸給金鶯隊。後來庫斯曼被交易到費城人隊，第一年投出14勝15敗。1984年4月13日，他被彼得·羅斯敲出生涯4000安。
庫斯曼後來於1985年宣布退休，他生涯拿下222勝，當時排在大聯盟史上第72名。1989年，他入選大都會名人堂。2009年8月22日，為了紀念大都會奪冠40週年，大都會球團特別邀請庫斯曼出席紀念活動。
2020年6月13日，大都會準備將庫斯曼的36號球衣退休。不過因為COVID-19疫情，導致背號退休儀式延期。

## 逃稅爭議
2009年5月，庫斯曼因為在2002年至2004年間逃漏稅而被起訴。儘管庫斯曼聲稱他是被支持反稅的人士給欺騙，並不是自己有意要逃稅。但他在同年9月3日仍被判處6月徒刑，一直到隔年6月底才被釋放。

## 生涯投球數據
| 勝投 | 敗投 | 防禦率 | 出賽場次 | 先發 | 完投 | 完封 | 投球局數 | 安打 | 失分 | 自責分 | 全壘打 | 保送 | 三振 | 暴投 | 觸身球 |
| ---- | ---- | ------ | -------- | ---- | ---- | ---- | -------- | ---- | ---- | ------ | ------ | ---- | ---- | ---- | ------ |
| 222  | 209  | 3.36   | 612      | 527  | 140  | 33   | 3839.1   | 3635 | 1608 | 1433   | 290    | 1198 | 2556 | 89   | 71     |

## 外部連結
- 球員資訊和成績在MLB ，ESPN ，Retrosheet ，Baseball Reference ，Baseball Reference (Minors) ，Fangraphs ，The Baseball Cube （英文）